# Rosenhagen (Dassow)
Rosenhagen ist ein Ortsteil der Stadt Dassow des Amtes Schönberger Land im Landkreis Nordwestmecklenburg in Mecklenburg-Vorpommern.

## Geografie

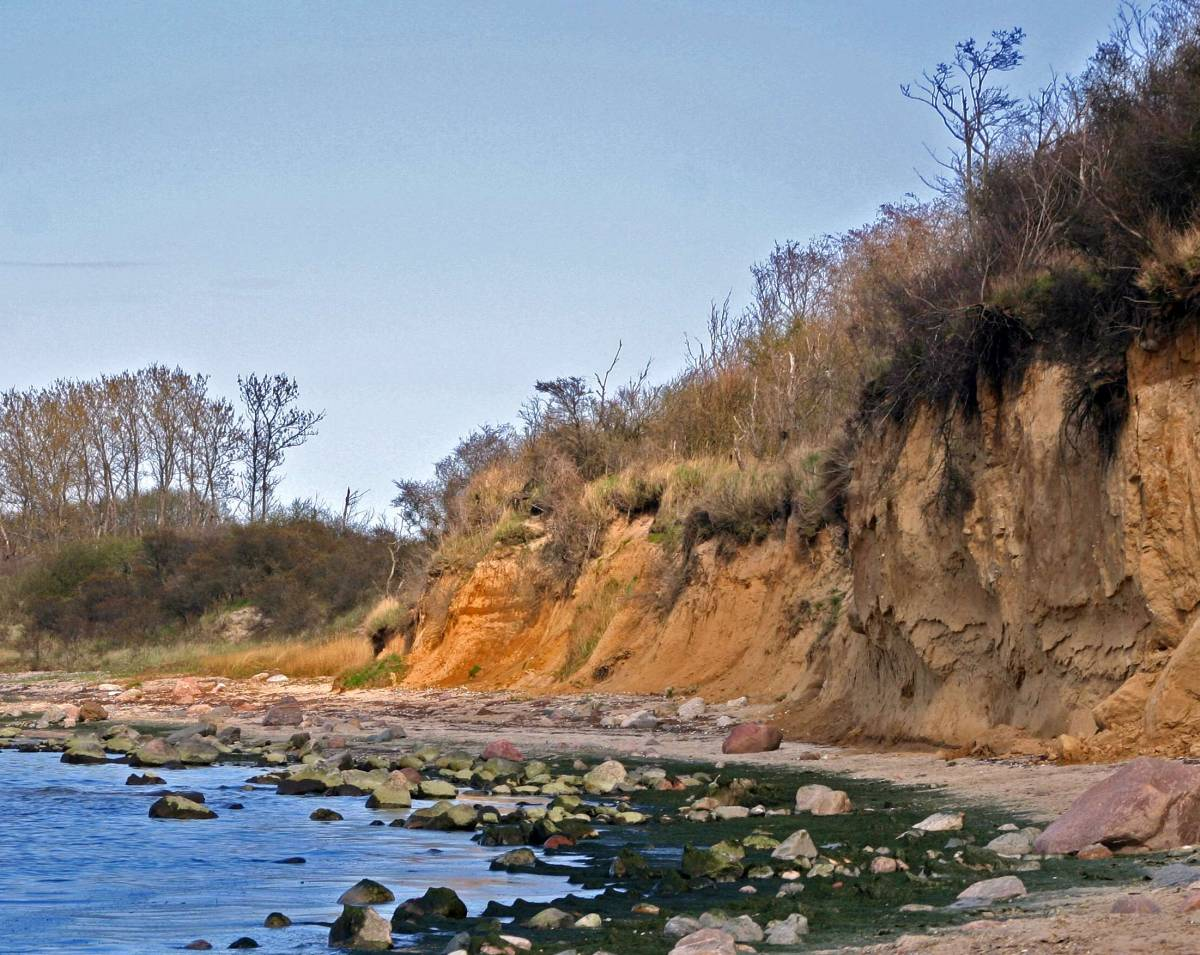
Steilküste bei Rosenhagen

Der Ort liegt sechs Kilometer nordnordwestlich von Dassow. Die Gemarkung Rosenhagen reicht im Norden bis an die Lübecker Bucht heran und hat einen Strand- und Uferanteil an der Ostsee von gut zwei Kilometern. Die Dünen und Strandwälle sowie die Kliffküste im Norden gehören zum Naturschutzgebiet Küstenlandschaft zwischen Priwall und Barendorf mit Harkenbäkniederung. Gleiches gilt für Geländeanteile im Osten, wo sich die Harkenbäk befindet und in großen Teilen die östliche Gemarkungsgrenze darstellt.
Die Nachbarorte sind Barendorf im Osten, Harkensee und Feldhusen im Südosten, Johannstorf, Volkstorf und Pötenitz im Südwesten sowie Priwall im Westen.

## Persönlichkeiten
- Meno Rettich (1839–1918), im Ort geboren, von 1868 bis 1892 Besitzer des Gutes Rosenhagen und Mitglied des Deutschen Reichstags
- Karl Rettich (1841–1904), im Ort geboren und deutscher Landschaftsmaler.